# Ptilohyale explorator
Ptilohyale explorator is een vlokreeftensoort uit de familie van de Hyalidae. De wetenschappelijke naam van de soort is voor het eerst geldig gepubliceerd in 1989 door Arresi.